# Les Hauts-de-Chée
Les Hauts-de-Chée sont une commune française située dans le département de la Meuse, en région Grand Est.

## Géographie

### Communes limitrophes
| Lisle-en-Barrois | Lisle-en-Barrois | Rembercourt-Sommaisne |
| Lisle-en-Barrois | Hauts-de-Chée    | Rembercourt-Sommaisne |
| Chardogne        | Seigneulles      | Seigneulles           |

### Hydrographie
La commune est dans la région hydrographique « la Seine de sa source au confluent de l'Oise (exclu) » au sein du bassin Seine-Normandie. Elle est drainée par la Chee, le ruisseau de Nausonce, la Petite Chée, la Melche, le Fossé 01 du Terrie, le ruisseau de Rembercourt, le Fossé 01 des Pués, le Fossé 01 de Niaulieu, la Caulaine, le ruisseau de Diffontaine, le Fossé 01 de Courteval, le Fossé 01 de Noirchin, le Fossé 01 d'Avril, Vau Bracant, la Vau des Vanneries, Vau Haqui et le Fond de Tarpéchamp,.
La Chée, d'une longueur de 69 km, prend sa source dans la commune de Seigneulles et se jette  dans la Saulx à Vitry-en-Perthois, après avoir traversé 21 communes. 

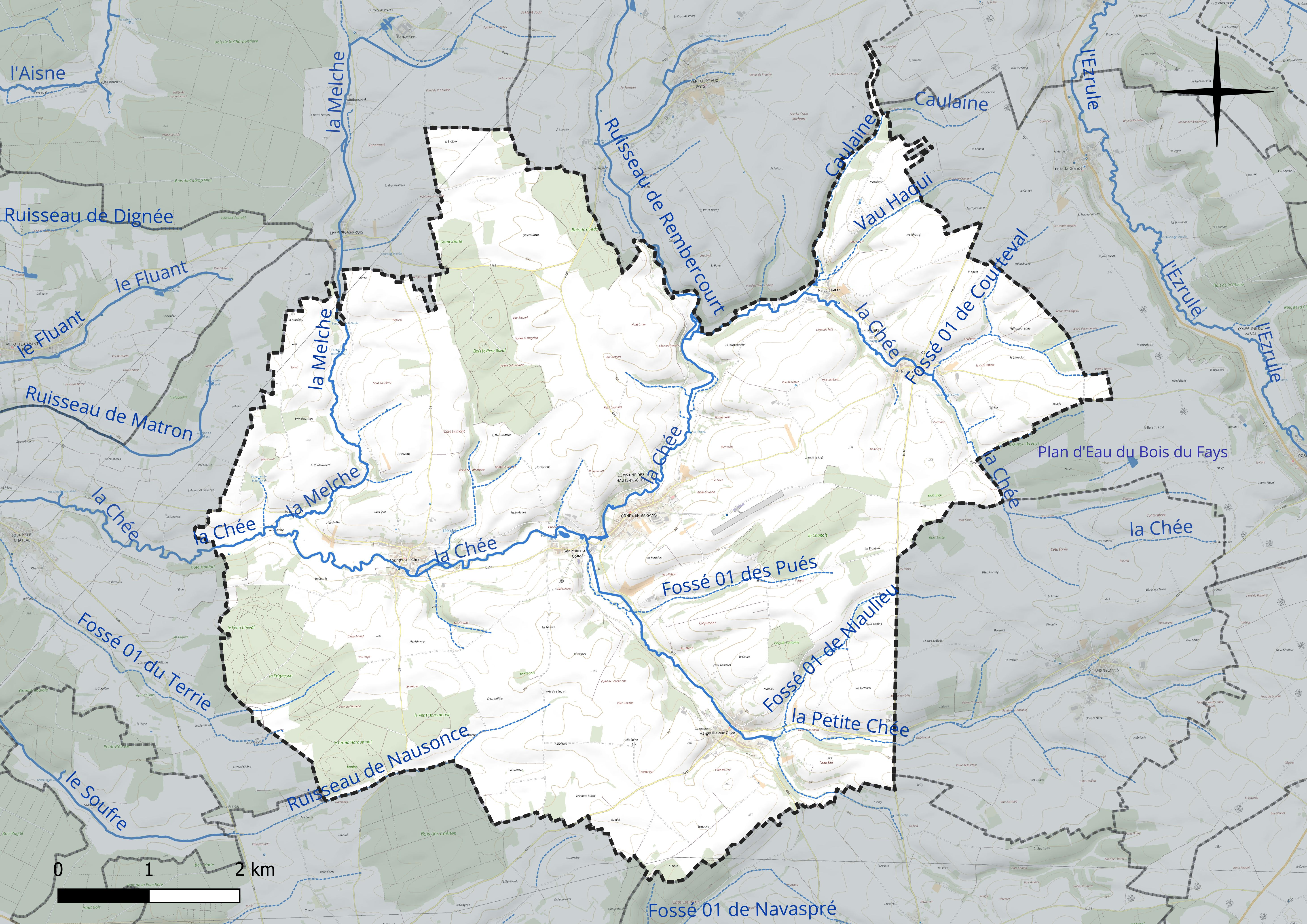
Réseau hydrographique des Hauts-de-Chée.

Le ruisseau de Nausonce, d'une longueur de 18 km, prend sa source dans la commune  et se jette  dans la Chée à Revigny-sur-Ornain, après avoir traversé sept communes. 

### Climat
Pour des articles plus généraux, voir Climat du Grand Est et Climat de la Meuse.
En 2010, le climat de la commune est de type climat de montagne, selon une étude du Centre national de la recherche scientifique s'appuyant sur une série de données couvrant la période 1971-2000. En 2020, Météo-France publie une typologie des climats de la France métropolitaine dans laquelle la commune est exposée à un climat océanique altéré et est dans la région climatique  Lorraine, plateau de Langres, Morvan, caractérisée par un hiver rude (1,5 °C), des vents modérés et des brouillards fréquents en automne et hiver. 
Pour la période 1971-2000, la température annuelle moyenne est de 9,8 °C, avec une amplitude thermique annuelle de 15,8 °C. Le cumul annuel moyen de précipitations est de 1 007 mm, avec 14,1 jours de précipitations en janvier et 9,6 jours en juillet. Pour la période 1991-2020, la température moyenne annuelle observée sur la station météorologique installée sur la commune est de 11,3 °C et le cumul annuel moyen de précipitations est de 888,5 mm. 
La température maximale relevée sur cette station est de 39,6 °C, atteinte le 25 juillet 2019 ; la température minimale est de −15,2 °C, atteinte le 20 décembre 2009,,. 
| Mois                                  | jan.          | fév.           | mars          | avril         | mai           | juin          | jui.          | août          | sep.          | oct.          | nov.          | déc.           | année      |
| ------------------------------------- | ------------- | -------------- | ------------- | ------------- | ------------- | ------------- | ------------- | ------------- | ------------- | ------------- | ------------- | -------------- | ---------- |
| Température minimale moyenne (°C)     | 0,8           | 0,7            | 2,9           | 5,7           | 8,4           | 11,9          | 14,2          | 14,2          | 10,9          | 8,1           | 4,7           | 1,9            | 7          |
| Température moyenne (°C)              | 3,1           | 3,7            | 7,2           | 11            | 13,8          | 17,5          | 19,9          | 19,7          | 16            | 11,8          | 7,3           | 4,3            | 11,3       |
| Température maximale moyenne (°C)     | 5,3           | 6,7            | 11,5          | 16,4          | 19,1          | 23            | 25,6          | 25,2          | 21,1          | 15,5          | 10            | 6,6            | 15,5       |
| Record de froid (°C) date du record   | −10 05.01.10  | −14,7 07.02.12 | −8,7 15.03.13 | −4,7 06.04.21 | −1,4 05.05.19 | 2,2 05.06.09  | 6,4 02.07.11  | 5 11.08.16    | 2,1 20.09.12  | −4 28.10.12   | −6,7 30.11.20 | −15,2 20.12.09 | −15,2 2009 |
| Record de chaleur (°C) date du record | 15,3 01.01.23 | 21,6 27.02.19  | 25,8 31.03.21 | 27,7 20.04.18 | 32,8 28.05.17 | 35,5 22.06.17 | 39,6 25.07.19 | 37,5 19.08.12 | 34,1 14.09.20 | 28,1 13.10.23 | 22,6 08.11.15 | 17 17.12.15    | 39,6 2019  |
| Précipitations (mm)                   | 89,9          | 70,3           | 64,3          | 48,3          | 79,4          | 66,3          | 68            | 69,6          | 66,3          | 77,7          | 81,6          | 106,8          | 888,5      |

| Diagramme climatique                                  |            |             |             |             |            |            |              |              |             |           |             |
| J                                                     | F          | M           | A           | M           | J          | J          | A            | S            | O           | N         | D           |
| 5,30,889,9                                            | 6,70,770,3 | 11,52,964,3 | 16,45,748,3 | 19,18,479,4 | 2311,966,3 | 25,614,268 | 25,214,269,6 | 21,110,966,3 | 15,58,177,7 | 104,781,6 | 6,61,9106,8 |
| Moyennes : • Temp. maxi et mini °C • Précipitation mm |            |             |             |             |            |            |              |              |             |           |             |

Les paramètres climatiques de la commune ont été estimés pour le milieu du siècle (2041-2070) selon différents scénarios d'émission de gaz à effet de serre à partir des nouvelles projections climatiques de référence DRIAS-2020. Ils sont consultables sur un site dédié publié par Météo-France en novembre 2022.

## Urbanisme

### Typologie
Au 1er janvier 2024, Les Hauts-de-Chée sont catégorisés commune rurale à habitat dispersé, selon la nouvelle grille communale de densité à sept niveaux définie par l'Insee en 2022.
Elle est située hors unité urbaine. Par ailleurs la commune fait partie de l'aire d'attraction de Bar-le-Duc, dont elle est une commune de la couronne,. Cette aire, qui regroupe 86 communes, est catégorisée dans les aires de 50 000 à moins de 200 000 habitants,.

### Occupation des sols
L'occupation des sols de la commune, telle qu'elle ressort de la base de données européenne d’occupation biophysique des sols Corine Land Cover (CLC), est marquée par l'importance des territoires agricoles (83,6 % en 2018), une proportion sensiblement équivalente à celle de 1990 (83,5 %). La répartition détaillée en 2018 est la suivante : 
terres arables (58,2 %), prairies (24,1 %), forêts (14,5 %), zones urbanisées (1,9 %), zones agricoles hétérogènes (1,4 %). L'évolution de l’occupation des sols de la commune et de ses infrastructures peut être observée sur les différentes représentations cartographiques du territoire : la carte de Cassini (XVIIIe siècle), la carte d'état-major (1820-1866) et les cartes ou photos aériennes de l'IGN pour la période actuelle (1950 à aujourd'hui).

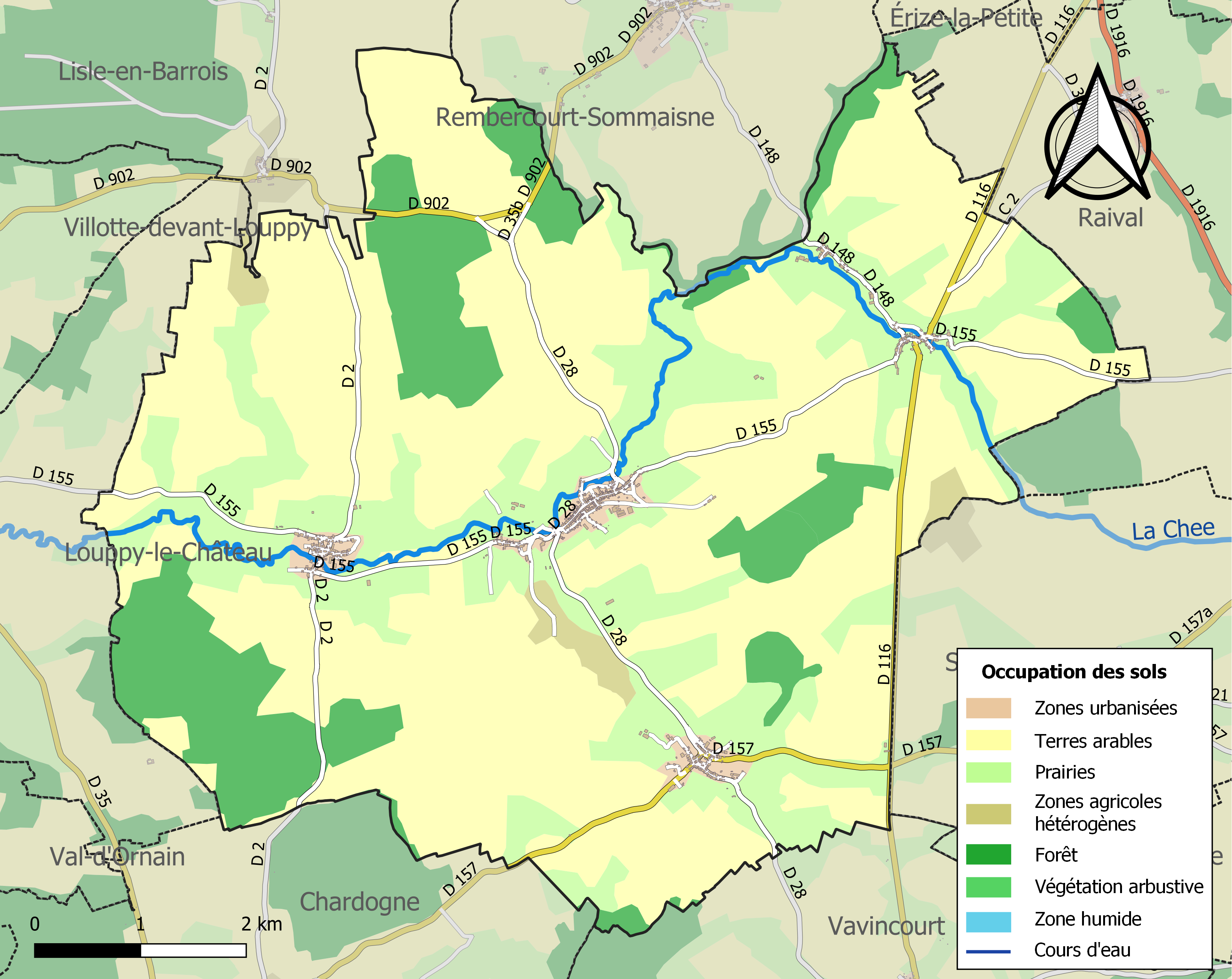
Carte des infrastructures et de l'occupation des sols de la commune en 2018 (CLC).

## Toponymie
Les deux anciennes communes de Hargeville-sur-Chée et Louppy-sur-Chée constituent la nouvelle commune, Les Hauts-de-Chée, depuis 1972.
Les « Hauts-de-Chée » est un néo-toponyme qui évoque la situation des anciens villages, installés sur le cours supérieur de la Chée.
La Chée est une rivière qui traverse les départements de la Meuse et de la Marne, dans les deux anciennes régions Champagne-Ardenne et Lorraine, donc dans la nouvelle région Grand-Est.

## Histoire
Le 1er juillet 1972, Condé-en-Barrois devient Les Hauts-de-Chée à la suite de sa fusion-association avec Génicourt-sous-Condé, Hargeville-sur-Chée, Louppy-sur-Chée et Les Marats.

## Politique et administration
| Période                                  | Période   | Identité          | Étiquette | Qualité |
| ---------------------------------------- | --------- | ----------------- | --------- | ------- |
| Les données manquantes sont à compléter. |           |                   |           |         |
| avant 1981                               | ?         | Pierre Dalichampt |           |         |
| avant 1995                               | ?         | Pierre Lecomte    |           |         |
| mars 2001                                | mars 2008 | Bernard Bossard   |           |         |
| mars 2008                                | mars 2014 | Reine Varinot     |           |         |
| mars 2014                                | En cours  | Dania Klein       |           |         |

## Population et société

### Démographie
L'évolution du nombre d'habitants est connue à travers les recensements de la population effectués dans la commune depuis 1793. Pour les communes de moins de 10 000 habitants, une enquête de recensement portant sur toute la population est réalisée tous les cinq ans, les populations de référence des années intermédiaires étant quant à elles estimées par interpolation ou extrapolation. Pour la commune, le premier recensement exhaustif entrant dans le cadre du nouveau dispositif a été réalisé en 2008.

En 2022, la commune comptait 702 habitants, en évolution de −5,01 % par rapport à 2016 (Meuse : −4,4 %, France hors Mayotte : +2,11 %).
| 1793  | 1800  | 1806  | 1821  | 1831  | 1836  | 1841  | 1846  | 1851  |
| ----- | ----- | ----- | ----- | ----- | ----- | ----- | ----- | ----- |
| 1 307 | 1 343 | 1 347 | 1 350 | 1 376 | 1 199 | 1 178 | 1 109 | 1 031 |

| 1856  | 1861  | 1866 | 1872 | 1876 | 1881 | 1886 | 1891 | 1896 |
| ----- | ----- | ---- | ---- | ---- | ---- | ---- | ---- | ---- |
| 1 062 | 1 055 | 981  | 971  | 846  | 805  | 766  | 712  | 709  |

| 1901 | 1906 | 1911 | 1921 | 1926 | 1931 | 1936 | 1946 | 1954 |
| ---- | ---- | ---- | ---- | ---- | ---- | ---- | ---- | ---- |
| 700  | 675  | 632  | 552  | 514  | 479  | 466  | 458  | 445  |

| 1962 | 1968 | 1975 | 1982 | 1990 | 1999 | 2006 | 2008 | 2013 |
| ---- | ---- | ---- | ---- | ---- | ---- | ---- | ---- | ---- |
| 401  | 342  | 690  | 770  | 802  | 759  | 733  | 725  | 750  |

| 2018 | 2022 | - | - | - | - | - | - | - |
| ---- | ---- | - | - | - | - | - | - | - |
| 716  | 702  | - | - | - | - | - | - | - |

## Culture locale et patrimoine

### Lieux et monuments

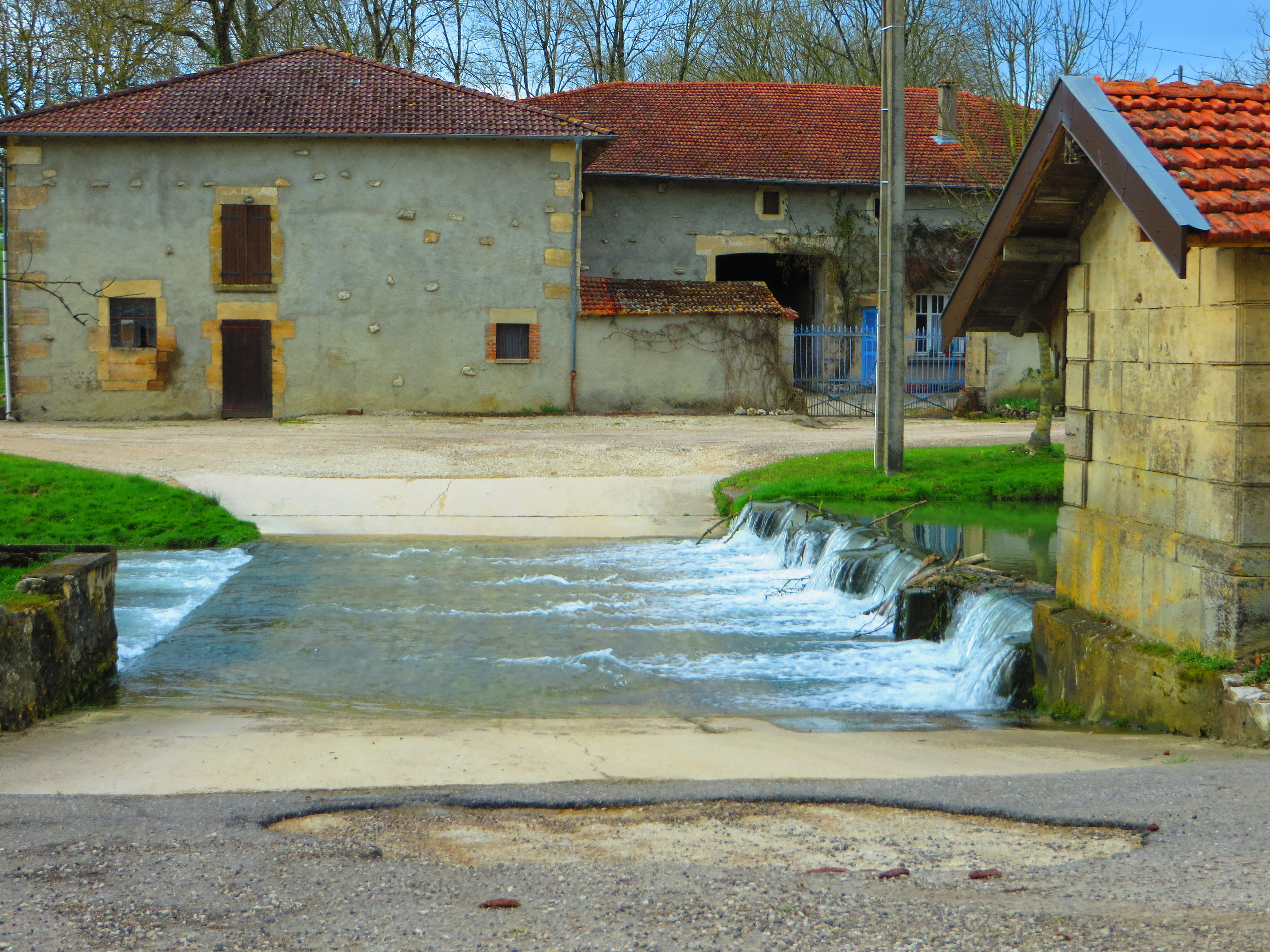
Le gué.

- Église Saint-Michel de Condé-en-Barrois, origine romane, en partie reconstruite au XVIIIe siècle, restaurée au XIXe siècle classée, ainsi qu'une partie du cimetière. L'édifice est inscrit au titre des monuments historiques en 1989 et classé en 1994[21].
- Église Saint-Remi de Hargeville-sur-Chée, XIXe siècle.
- Église Saint-Amand de Louppy-sur-Chée XIIe siècle, XIXe siècle classée au titre des monuments historiques depuis 1921[22].
- Église Saint-Médard de Marat-la-Grande.
- Ancienne chapelle Saint-Jean de l'ancien hôpital, aujourd’hui mairie - agence postale de Condé-en-Barrois.

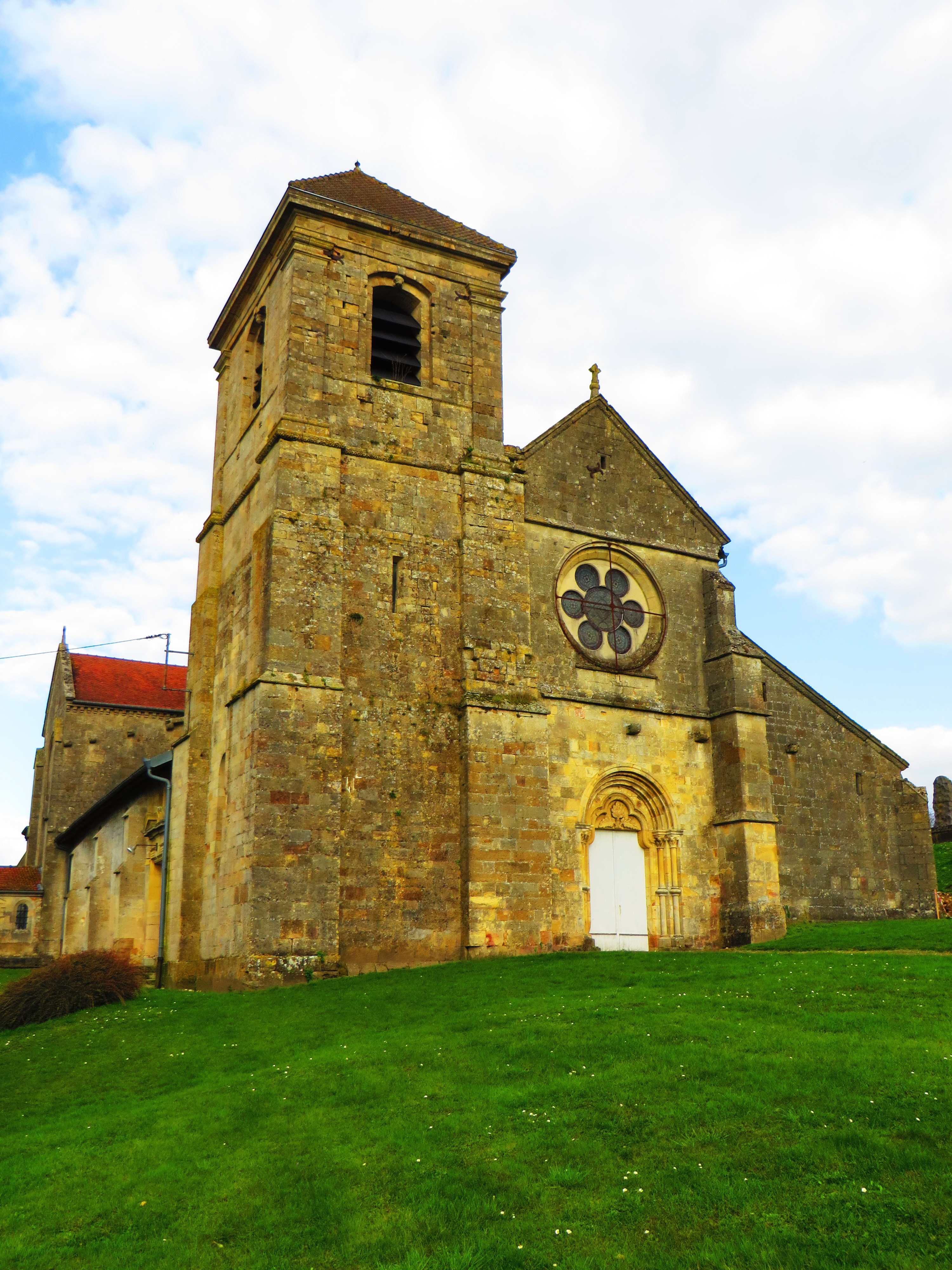
Église Saint-Michel de Condé-en-Barrois.
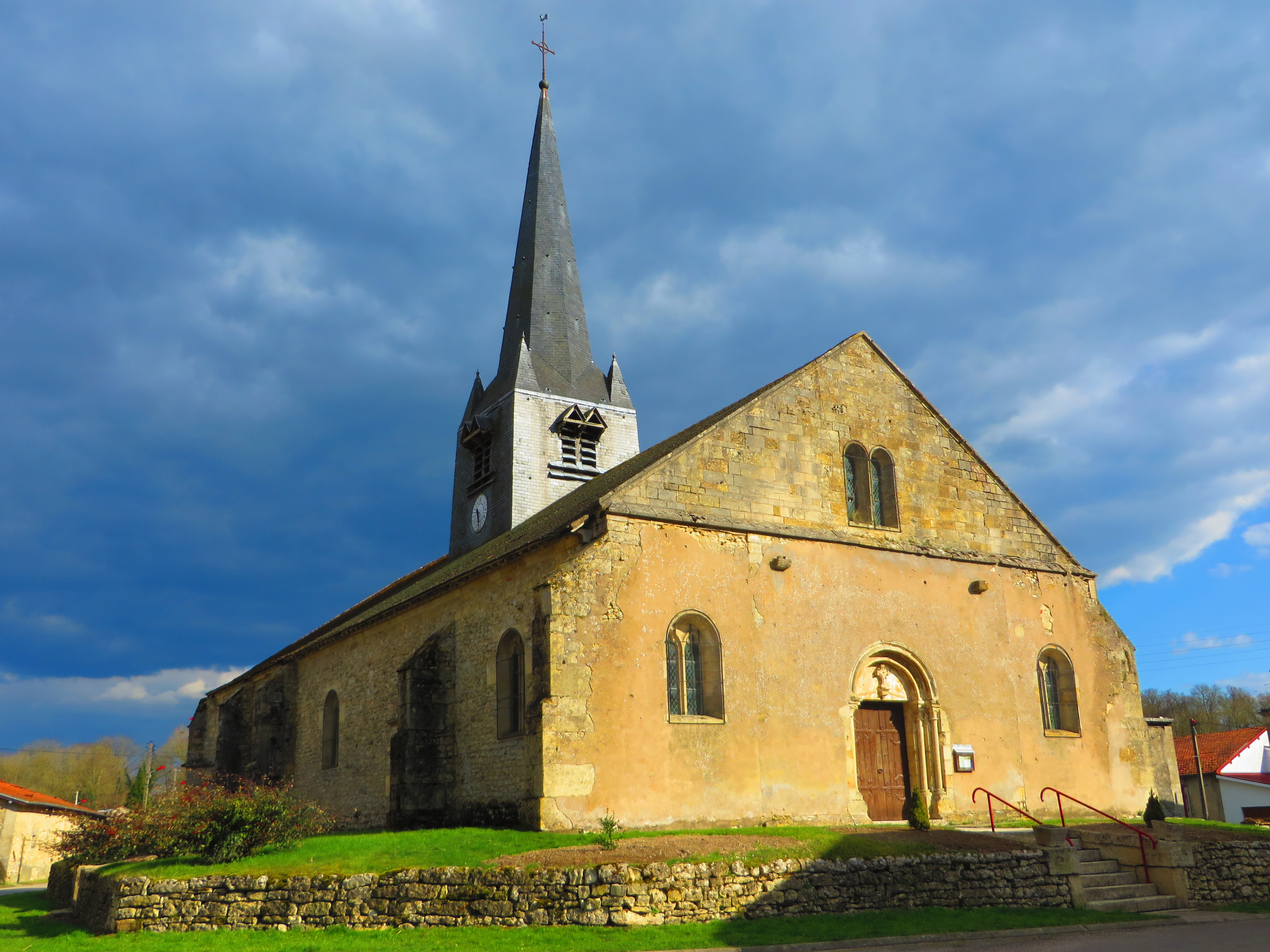
Église Saint-Amand de Louppy-sur-Chée.
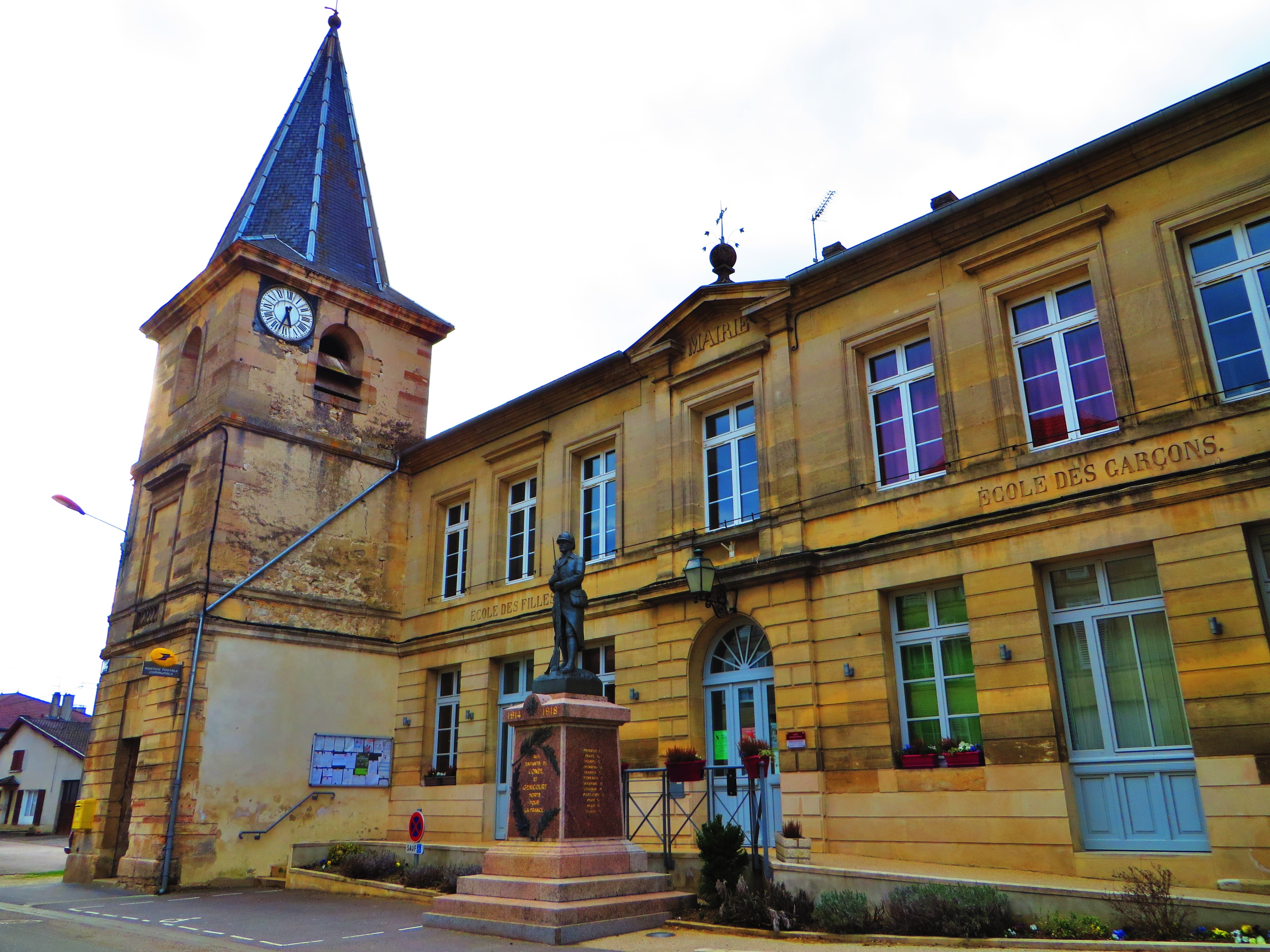
Ancienne chapelle Saint-Jean de Condé-en-Barrois.
Lavoir à Condé-en-Barrois.

### Personnalités liées à la commune
- Général Estienne (1860-1936), a développé l'artillerie et l'aviation militaire.
- Sébastien Briat (1982-2004), militant antinucléaire, décédé lors d'une action contre un convoi de déchets nucléaires.

### Héraldique
| Blason de Hauts-de-Chée (Les) | Blason  | De gueules au pairle ondé d'or, accompagné, en chef, d'une hirondelle en vol étendu du même, à dextre, d'un fer de hache d'armes d'argent et, à senestre, d'une lyre du même. |
| Blason de Hauts-de-Chée (Les) | Détails | Création de R.A. Louis avec les conseils de la Commission Héraldique de l'UCGL. Adopté en septembre 2014.                                                                     |